# Hermann Harms
Hermann August Theodor Harms est un botaniste allemand, né en 1870 et mort en 1942.

## Biographie
Il enseigne la botanique à l’Académie des sciences naturelles de la Prusse (Preußische Akademie der Wissenschaften). Il est l’auteur d’importants travaux de taxinomie comme sur le genre Nepenthes auquel il ajoute trois sous-genres Anurosperma, Eunepenthes et Mesonepenthes. Il s’intéresse également au genre Passiflora.

## Quelques publications
- Karl Wilhelm von Dalla Torre & Hermann Harms: Genera siphonogamarum ad systema Englerianum conscripta. Leipzig: G. Engelmann, 1900-1907
- Alfred Cogniaux & Hermann Harms: Cucurbitaceae-Cucurbiteae-Cucumerinae. Leipzig: Engelmann, 1924 (Nachdruck Weinheim 1966)